# Spoorlijn 131 (België)
Spoorlijn 131 was een Belgische spoorlijn die Gilly met Nijvel verbond. De inmiddels opgebroken spoorlijn was 23,9 km lang.

## Geschiedenis
De lijn werd in verschillende fases geopend. Tussen Gilly en Y Lambusart op 19 november 1874, tussen Saint-Amand-lez-Fleurus en Bois de Nivelles op 20 september 1876 en tussen Fleurus en Saint-Amand-lez-Fleurus op 14 december 1874. Reizigersverkeer op de lijn werd opgeheven tussen 1945 en 1953.
Het baanvak Frasnes-lez-Gosselies - Bois de Nivelles werd al in de jaren 50 opgebroken. Op de baanvakken Y Noir-Dieu - Le Vieux Campinaire en Fleurus - Frasnes-lez-Gosselies bleef er nog goederenverkeer tot in de jaren 80. Nadien werd heel de lijn opgebroken.

## Aansluitingen
In de volgende plaatsen was er een aansluiting op de volgende spoorlijnen:
Y Noir-Dieu
Spoorlijn 119 tussen Châtelet en Luttre
Spoorlijn 257 tussen Y Noir-Dieu en Charleroi-Nord
Y du Marquis
Spoorlijn 121 tussen Lambusart en Wilbeauroux
Y West Lambusart
Spoorlijn 121 tussen Lambusart en Wilbeauroux
Fleurus
Spoorlijn 140 tussen Ottignies en Marcinelle
Spoorlijn 140 tussen Landen en Tamines
Y Bois-de-Nivelles
Spoorlijn 124 tussen Brussel-Zuid en Charleroi-Centraal

## Verbindingssporen
131/1: Le Vieux Campinaire Formation (lijn 121) - Y Nord de Gilly (lijn 131)
131/2: Y West Lambusart (lijn 131) - Lambusart (lijn 147) (voorheen deel van lijn 121)

## Lijn 258
Vanaf 1952 tot de opbraak van de lijn in 1986 was het gedeelte tussen Nord de Gilly en Le Vieux Campinaire industrielijn 258.